# Flabellopora tuberosa
Flabellopora tuberosa is een mosdiertjessoort uit de familie van de Conescharellinidae. De wetenschappelijke naam van de soort werd in 1929 voor het eerst geldig gepubliceerd door Ferdinand Canu en Ray Smith Bassler.